# Gaston Leroux
Gaston Louis Alfred Leroux (6. května 1868, Paříž – 15. dubna 1927, Nice) byl francouzský spisovatel, dramatik a novinář.

## Život
Narodil se v Paříži, mládí prožil v Normandii a roku 1886 získal titul bakaláře na lyceu v Caen. Poté se přestěhoval do Paříže a přihlásil se ke studiu práv. Studium dokončil roku 1889 a stal se advokátem. Když zdědil téměř milion franků, prohýřil celé své dědictví v alkoholu a v hazardních hrách. Proto začal pracovat jako reportér a divadelní kritik pro L‘Echo de Paris a od roku 1890 se stal novinářem na plný úvazek. V letech 1894 až 1906 procestoval Evropu, Asii a Afriku jako zpravodaj deníku Le Mattin, kterému také podával zprávy o revoluci v Rusku v roce 1905.
Svůj první román napsal již v roce 1903, ale teprve od roku 1907 se začal psaní věnovat výhradně. Většina jeho děl vyšla nejprve na pokračování v novinách a časopisech (La République française, Le Matin, L'Illustration, Je sais tout, Le Gaulois a další). Svým románem Tajemství žlutého pokoje (1907, Le Mystère de la chambre jaune), ve kterém vytvořil postavu novináře a detektiva-amatéra Josepha Rouletabilla, se stal jedním ze zakladatelů detektivní literatury. Některými svými příběhy, plnými převleků a hrůzných a tajuplných zápletek, zapůsobil na surrealisty. Šlo zejména o jeho neslavnější román Fantom opery (Le Fantôme de l'Opéra) z roku 1910 nebo o knihu Stroj na vraždění (1923, La machine à assassine).
V roce 1919 založil společně s Arthurem Bernèdem vlastní společnost Société des Cinéromans, která se zabývala natáčením filmů.
Zemřel na akutní infekci močových cest.

## Dílo

### Příběhy Josepha Rouletabilla

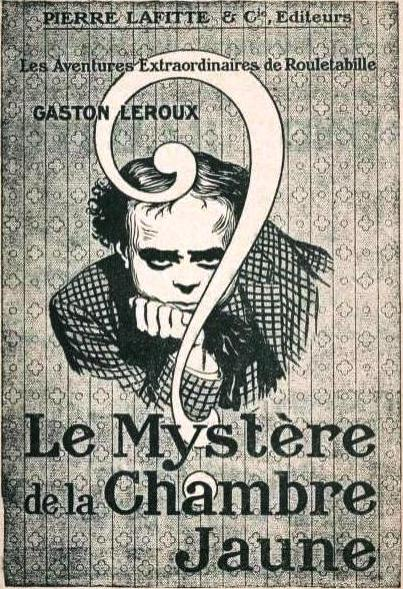
Le Mystère de la chambre jaune, druhé vydání z roku 1908

- Le Mystère de la chambre jaune (1907, Tajemství žlutého pokoje), dnes již klasická kniha detektivní literatury, líčící záhadný pokus o vraždu v uzamčeném pokoji starého zámku a nevysvětlitelné zmizení pachatele, česky též jako Tajemství žluté komnaty.
- Le Parfum de la dame en noir (1908, Parfém dámy v černém), česky jako Parfum dámy ve smutku.
- Rouletabille chez le Tsar (1913, Rouletabille u cara), česky jako Natašina vina.
- Rouletabille à la guerre (Rouletabillova válka), dvoudílný román:
  - Le Château noir (1914, Černý zámek),
  - Les Étranges Noces de Rouletabille (1914, Podivná svatba Rouletabillova).
- Rouletabille chez Krupp (1917, Rouletabille u Kruppa).
- Le Crime de Rouletabille (1921, Rouletabillův zločin).
- Rouletabille chez les bohémiens (1922, Rouletabille u cikánů), česky vydáno ve dvou svazcích jako Rouletabille u cikánů a Odetta.

### Dobrodružství Chéri-Bibiho
- Chéri-Bibi (1913), časopisecky v Le Matin, knižně roku 1914 jako Premières aventures de Chéri-Bibi (První dobrodružství Chéri-Bibiho). Román se skládá ze dvou částí Les cages flottantes (Plující klece) a Chéri-Bibi et Cecily (Chéri-Bibi a Cecily, česky jako Náhradní manžel).
- La Nouvelle Aurore (1919, Nový život), časopisecky v Le Matin, knižně roku 1921 jako Nouvelles aventures de Chéri-Bibi ( Nová dobrodružství Chéri-Bibiho), Román se skládá ze dvou částí Palas et Chéri-Bibi (Palas a Chéi-Bibi) a Fatalitas!.
- Chéri-Bibi, le marchand de cacahouètes (1925, Chéri-Bibi, prodavač oříšků), časopisecky v Le Matin, knižně roku 1926 jako Le Coup d'état de Chéri-Bibi (Převrat Chéri-Bibiho).

### Romány
- La Double Vie de Théophraste Longuet (1903, Dvojí život Theofrasta Longueta), románový horror, příběh bojácného Pařížana Longueta, jemuž je manželka nevěrná s jeho nejlepším přítelem. Longuet se však rozpomíná na svůj minulý život před dvěma sty lety v osobě slavného dobrodruha, obdivovaného ženami a končícího a umírajícího ve vězení. S přispěním této schopnosti potrestá nakonec svou manželku i zrádného přítele.
- Le Roi Mystère (1908, Královo tajemství)
- Le Fauteuil hanté (1909, Prokleté křeslo), česky jako Chemikovo tajemství.
- Le Fantôme de l'Opéra (1910, Fantom opery}, román na pomezí fantastické literatury a detektivky, příběh krásné zpěvačky a jejích dvou ctitelů, z nichž jeden je tajemným fantomem, znetvořeným géniem, který přebývá v katakombách pod pařížskou Operou.
- Un homme dans la nuit (1910, Muž v noci)
- La Reine du sabbat (1910}
- Balaoo (1911), dobrodružný román.
- L'Épouse du Soleil (1912, Nevěsta slunce), česky též jako Slunci obětovaná, historický román z Peru.
- Confitou (1916, Rozpory krve)
- La Colonne infernale (1916, Pekelný sloup)
- L'Homme qui revient de loin (1916, Muž, který se navrací z dáli)
- Le Capitaine Hyx (1917, Kapitán Iks)
- La Bataille invisible (1917, Neviditelná bitva), pokračování knihy Kapitán Iks
- Tue-la-Mort (1920), román ve dvou svazcích:
  - L'Auberge du petit Chaperon rouge (Krčma "U červené Karkulky"),
  - La Forge des quatre chemins (Kovárna na rozcestí).
- Le Sept de trèfle (1921)
- La Poupée sanglante (1923, Krvavá loutka)
- La Machine à assassiner (1923, Stroj na vraždění)
- Les Ténébreuses (1924, Tmářky)
- La Farouche Aventure ou la coquette punie (1924, Divoké dobrodružství potrestané koketky)
- Le Fils de trois pères (1925, Syn tří otců)
- Le Mansarde en or (1925, Zlatá mansarda)
- Les Mohicans de Babel (1926, Mohykáni Babelu)
- La Véritable: Histoire du célèbre Mister Flow 1927, česky jako Muž se sto obličeji)
- Les Chasseurs de danses (1927), nedokončeno

### Povídky
- Le Petit Marchand de pommes de terre frites (1887),
- Les Trois Souhaits (1902, Tři prání),
- Baïouchki Baïou (1907),
- L'Homme qui a vu le diable (1908, Muž, který viděl ďábla),
- Une histoire épouvantable ou le Dîner des bustes (1911, Strašlivá historie aneb Večeře byst),
- La Hâche d'or (1912, Zlatá sekera),
- Le Cœur cambriolé (1920, Uloupené srdce),
- Not' Olympe (1924, Naše Olympie),
- La Femme au collier de velours (1924, Dáma se sametovým náhrdelníkem),
- Le Noël du petit Vincent-Vincent (1924, Vánoce malého Vincenta-Vincenta).
- L'Auberge épouvantable (1925, Strašidelná hospoda).

### Divadelní hry
- Le Turc-au-Mans (1897),
- La Maison des juges (1907, Dům soudců),
- Le Lys (1908),
- L'Homme qui a vu le diable (1911, Muž, který viděl ďábla),
- Le Mystère de la chambre jaune (1912, Tajemství žlutého pokoje),
- Alsace (1913),
- La Gare régulatrice, (1918), vaudeville ve spolupráci s Yvesem Mirandem.

## Filmové adaptace
Filmové adaptace Fantoma opery jsou uvedeny v článku týkajícího se tohoto románu.
- Balaoo (1913), francouzský němý film, režie Victorin-Hippolyte Jasset.
- Chéri-BiBi (1913, francouzský němý film, režie Gérard Bourgeois.
- Le mystère de la chambre jaune (1913, Tajemství žlutého pokoje), francouzský němý film, režie Emile Chautard.
- Le Parfum de la dame en noir (1914, Parfém dámy v černém), francouzský němý film, režie Maurice Tourneur.
- Les premières aventures de Chéri-Bibi (1914, První dobrodružství Chéri-Bibiho), francouzský němý film, režie Charles Krauss.
- Alsace (1916), francouzský němý film, režie Henri Pouctal.
- La Nouvelle Aurore (1919, Nový život), francouzský němý film, režie Édouard-Émile Violet.
- L'homme qui revient de loin (1919, Muž, který se navrací z dáli), francouzský němý film, režie Gaston Ravel.
- The Mystery of the Yellow Room (1919, Tajemství žlutého pokoje), americký němý film, režie Emile Chautard.
- Tue-la-Mort (1920), francouzský němý film, režie René Navarre.
- Le sept de trèfle (1921), francouzský němý film, režie René Navarre.
- Rouletabille chez les bohémiens (1922, Rouletabille u cikánů), francouzský němý film, režie Henri Fescourt.
- The Lilly (1926), americký němý film podle divadelní hry Le Lys, režie Victor Schertzinger.
- The Wizard (1927), Čaroděj), americký němý film podle povídky Balaoo, režie Richard Rosson.
- Le mystère de la chambre jaune (1930, Tajemství žlutého pokoje), francouzský film, režie Marcel L'Herbier.
- Le parfum de la dame en noir (1931, Parfém dámy v černém), francouzský film, režie Marcel L'Herbier.
- The Phantom of Paris  (1931, Fantom Paříže), americký film podle příběhů Chéri-Bibiho, režie John S. Robertson.
- Rouletabille aviateur (1932, Letec Rouletabille), francouzský film, režie Steve Sekely.
- Mister Flow (1936), francouzský film, režie Robert Siodmak.
- Chéri-Bibi (1938), francouzský film, režie Léon Mathot.
- Dr. Renault's Secret (1942, Tajemství doktora Renaulta), americký film podle povídky Balaoo, režie Harry Lachman.
- El misterio del cuarto amarillo (1947, Tajemství žlutého pokoje), argentinský film, režie Julio Saraceni.
- Le mystère de la chambre jaune (1949, Tajemství žlutého pokoje), francouzský film, režie Henri Aisner.
- Le parfum de la dame en noir (1949, Parfém dámy v černém), francouzský film, režie Louis Daquin.
- L'homme qui revient de loin (1950, Muž, který se navrací z dáli), francouzský film, režie Jean Castanier.
- Chéri-Bibi (1955), italský film, režie Marcello Pagliero.
- El hacha de oro (1960, Zlatá sekera), argentinský televizní film, režie Marta Reguera.
- El muñeco maldito (1962, Prokletá loutka), argentinský televizní film,režie Marta Reguera
- Le mystère de la chambre jaune (1965, Tajemství žlutého pokoje), francouzský televizní film, režie Jean Kerchbron.
- Rouletabille (1966), francouzský televizní seriál, tři epizody, režie Yves Boisset, Jean-Charles Lagneau a Robert Mazoyer.
- Le Fauteuil hanté (1970, Prokleté křeslo), francouzský televizní film, režie Pierre Bureau.
- Le Cœur cambriolé (1970, Uloupené srdce), francouzský televizní film, režie Lazare Iglesis.
- L'homme qui revient de loin (1972, Muž, který se navrací z dáli), francouzský televizní seriál, šest epizod, režie Michel Wyn.
- Les gaspards (1974), francouzský film podle románu Dvojí život Theofrasta Longueta, režie Pierre Tchernia.
- Chéri-Bibi (1974), francouzský televizní seriál, režie Jean Pignon.
- La Poupée sanglante (1976, Krvavá loutka), francouzský televizní seriál, režie Marcel Cravenne.
- La Double Vie de Théophraste Longuet (1981, Dvojí život Theofrasta Longueta), francouzský televizní film, režie Yannick Andréi.
- L'homme de la nuit (1983, Muž v noci), francouzský televizní seriál, režie Juan Luis Buñuel.
- Le Cœur cambriolé (1986, Uloupené srdce), francouzský televizní film, režie Michel Subiela.
- Le Roi Mystère (1991, Královo tajemství), francouzský televizní seriál, režie Paul Planchon.
- Le mystère de la chambre jaune (2003, Tajemství žlutého pokoje), francouzský film, režie Bruno Podalydès.
- Le parfum de la dame en noir (2005, Parfém dámy v černém), francouzský film, režie Bruno Podalydès.
- A Friend of the Devil (2012, Přítel ďábla), kanadský krátký film podle povídky Muž, který viděl ďábla, režie Conall Pendergast.

## Česká vydání
- Tajemství žluté komnaty, Josef R. Vilímek, Praha 1909, přeložil Jaroslav Zajíček-Horský.
- Parfum dámy ve smutku, Josef R. Vilímek, Praha 1909, přeložil Jarka Nevole.
- Slunci obětovaná, V. Erazím, Praha 1913, přeložil V. Erazím.
- Nevěsta slunce, Národní politika, Praha 1917, přeložil Karel Kádner.
- Chemikovo tajemství, Jan Kotík, Praha 1918, přeložil František Štěpánek, znovu 1920 a Blesk, Ostrava 1992.
- Rouletabille u Kruppa, František Topič, Praha 1919, přeložil Karel Vít.
- Natašina vina, Jan Kotík, Praha 1919, přeložil František Štěpánek.
- Fantom opery, Jan Kotík, Praha 1919, přeložil František Štěpánek, znovu 1926.
- Muž, který se navrací z dáli, Jan Kotík, Praha 1920, přeložil František Štěpánek, znovu 1926 a Blesk, Ostrava 1992.
- Nový život, Českomoravské podniky tiskařské a vydavatelské, Praha 1922, přeložil R. Tonar.
- Rouletabillův zločin, Jan Kotík, Praha 1923, přeložil František Štěpánek.
- Černý zámek, Jan Kotík, Praha 1923, přeložil František Štěpánek.
- Podivná Rouletabillova svatba, Jan Kotík, Praha 1923, přeložil František Štěpánek.
- Kapitán Iks, Českomoravské podniky tiskařské a vydavatelské, Praha 1923, přeložil R. Tonar, znovu 1925.
- Neviditelná bitva, Českomoravské podniky tiskařské a vydavatelské, Praha 1923, přeložil R. Tonar.
- Rouletabille u cikánů, Jan Kotík, Praha 1923, přeložil František Štěpánek.
- Odetta: další Rouletabillova dobrodružství u cikánů, Jan Kotík, Praha 1924, přeložil František Štěpánek.
- Krvavá loutka, Jan Kotík, Praha 1924, přeložil Jan Střelba.
- Krčma "U červené Karkulky", Jan Kotík, Praha 1924, přeložil Jaroslav Kříž.
- Kovárna na rozcestí, Jan Kotík, Praha 1925, přeložil Jaroslav Kříž.
- Tmářky, Jan Kotík, Praha 1925, přeložil Jan Střelba.
- Rozpory krve, Jan Kotík, Praha 1925, přeložil František Štěpánek a Jan Střelba.
- Uloupené srdce, Zlatá sekera, Strašlivá historie, Jan Kotík, Praha 1925, přeložil O. Duchêne.
- Prodavač oříšků, Jan Kotík, Praha 1926, přeložil Jan Střelba.
- Divoké dobrodružství potrestané koketky, Jan Kotík, Praha 1926, přeložil Jan Střelba.
- Zlatá mansarda, Jan Kotík, Praha 1926, přeložil O. Duchêne.
- Tajemství žluté komnaty, Jan Kotík, Praha 1927, přeložila Staša Jílovská.
- Syn tří otcův, Jan Kotík, Praha 1927, přeložil Jan Střelba.
- Parfum dámy ve smutku, Jan Kotík, Praha 1927, přeložila Staša Jílovská.
- Mohykáni Babelu, Jan Kotík, Praha 1927, přeložil Václav Vitinger.
- Plující klece, Jan Kotík, Praha 1928, přeložil Jan Střelba.
- Manžel náhradník, Jan Kotík, Praha 1928, přeložil Jan Střelba.
- Balaoo, král lesů, Jan Kotík, Praha 1929, přeložil Jan Střelba.
- Muž se sto obličeji, Josef R. Vilímek, Praha 1931, přeložil Otakar Auředníček.
- Fantom opery, Mladá fronta, Praha 1957, přeložil Jiří V. Svoboda, znovu Ivo Železný, Praha 1991.
- Dvojí život Theofrasta Longueta, Naše vojsko, Praha 1970, přeložila Eva Strebingerová
- Záhada žlutého pokoje, Mladá fronta, Praha 1991, přeložila Edda Němcová.
- Dáma se sametovým náhrdelníkem, Vyšehrad, Praha 1991, přeložil Jaroslav Keliš, obsahuje povídky Zlatá sekera, Večeře byst, Vánoce malého Vincenta-Vincenta, Naše Olympie, Strašidelná hospoda, Dáma se sametovým náhrdelníkem a Muž, který viděl ďábla.
- Fantom opery, XYZ, Praha 2008, přeložil Jiří Žák.
- Fantom opery, Computer Press, Brno 2009, dvojjazyčná zjednodušená verze, přeložila Jitka Brožová.
- Fantom opery, Omega, Praha 2015, přeložil Jiří V. Svoboda.